# Assistente arbitrale

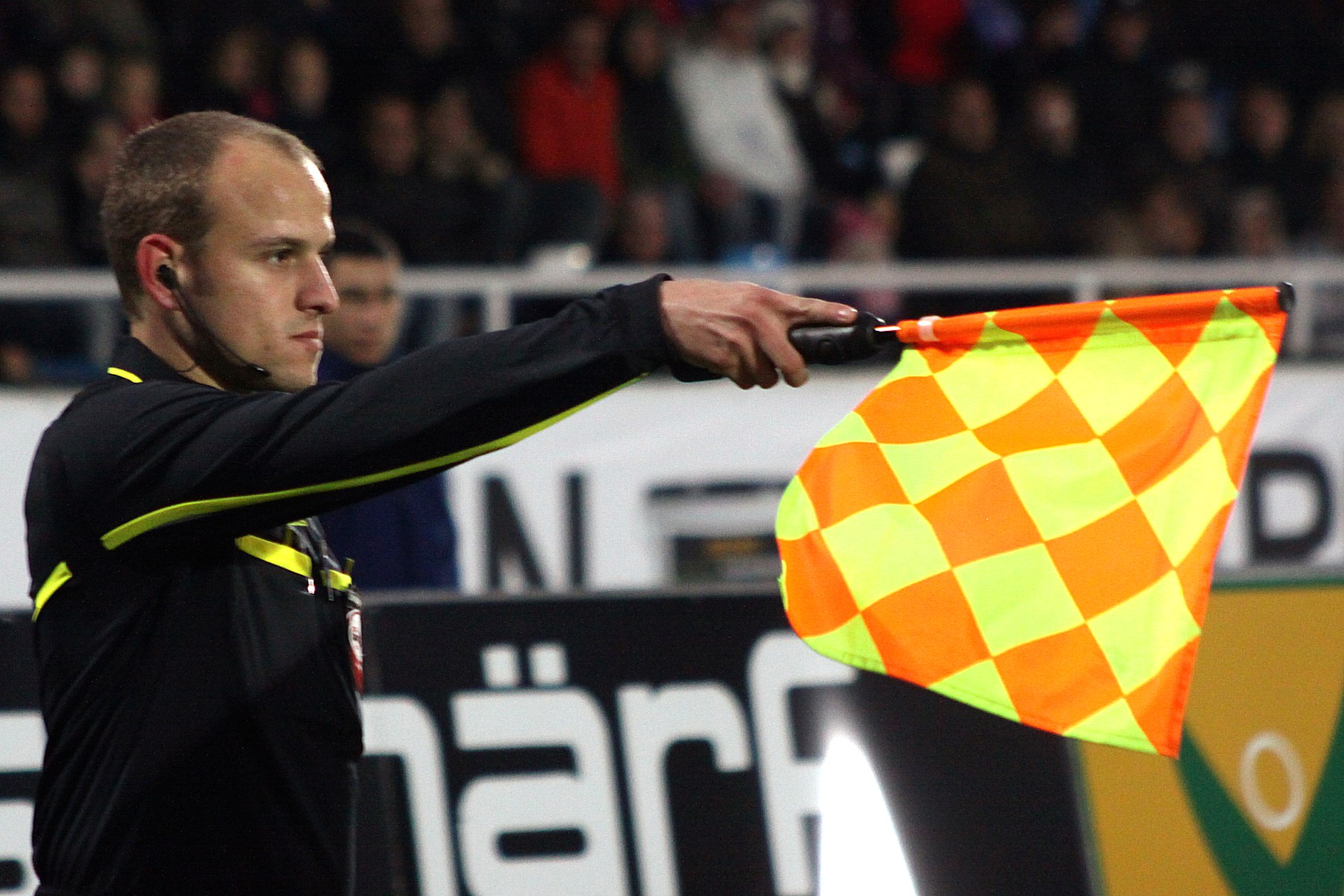
L'assistente arbitrale tedesco Clemens Schüttengruber mentre segnala una posizione di fuorigioco.

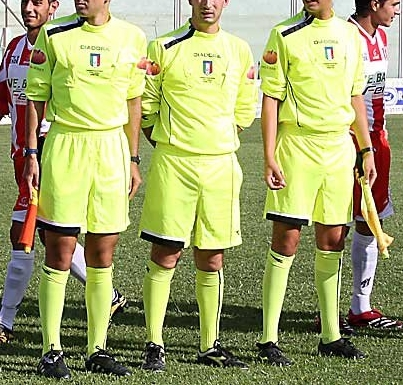
Terna arbitrale italiana.

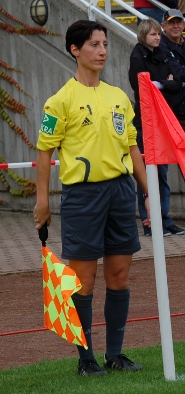
Marina Wozniak nel ruolo dell'assistente arbitrale; le donne fungono da arbitri e da guardalinee nelle stesse competizioni dei loro colleghi uomini.

L'assistente arbitrale, comunemente noto con i nomi storici d'uso popolare di "guardalinee", "guardialinee" o "segnalinee", è un ufficiale di gara che coadiuva l'arbitro effettivo nella direzione di una partita di calcio.
Per ogni gara, nelle competizioni dilettantistiche e giovanili, ne vengono designati classicamente solo due, che vanno quindi a formare, con l'arbitro, la cosiddetta "terna arbitrale".
Nelle gare invece professionistiche (Serie A, B e C) gli assistenti variano dai 3 ai 6.
La denominazione ufficiale di guardalinee (linesmen in inglese) è stata modificata in quella attuale nel 1996 dalla FIFA, la quale intendeva riflettere meglio il senso moderno da attribuire al ruolo, e secondariamente rendere l'incarico aperto alla parità dei sessi (poiché men in inglese vuol dire "uomini").
In Italia, gli Assistenti sono ufficialmente definiti con l'acronimo AA (Assistente Arbitrale).
Oltre all'acronimo AA, viene usato anche il numero 1 o 2, per indicare l'Assistente numero 1 (AA1), ovvero quello che opera sulla linea laterale presso la quale sono posizionate le panchine (che spesso è il più esperto dei due, poiché a lui spetta la gestione delle panchine, soprattutto in assenza del quarto ufficiale), e l'Assistente numero 2 (AA2), ossia colui il quale opera dall'altra parte del campo, spesso lato tribune.

## Incarichi
Gli incarichi degli assistenti arbitrali sono disciplinati dalla Regola 6 ("Gli altri ufficiali di gara") del Regolamento del Gioco del Calcio, benché le attività di dettaglio per una singola gara siano sempre sottoposte al giudizio dell'arbitro, durante il consueto briefing pre-gara.
Il Regolamento richiede comunque che l'assistente indichi:
- se viene commessa un'infrazione di fuorigioco;
- quando il pallone è uscito completamente dal terreno di gioco (e quindi, indirettamente, anche se, passando interamente la linea di porta, sia segnato un gol);
- quale squadra deve riprendere il gioco (ovvero quale sia stata l'ultima a toccare il pallone);
- se un'infrazione è stata commessa nelle sue vicinanze e l'arbitro non ha avuto modo di avvedersene;
- se una squadra intende effettuare una sostituzione;
- controllare e vigilare, sul regolare comportamento degli occupanti delle panchine;
- in caso di comportamenti non consoni allo spirito del gioco (insulti, proteste, ecc.) egli dovrà informare l'arbitro che prenderà i dovuti provvedimenti.

Gli assistenti arbitrali effettuano segnalazioni all'arbitro alzando la bandierina in dotazione. L'arbitro può non tenerne conto, in quanto tutte le valutazioni fatte dagli assistenti, in termini di regolamento, sono da considerarsi solo di supporto, rimanendo all'arbitro unico l'autorità nella direzione della gara.

Schema di posizionamento "a diagonale" dell'arbitro (R) e dei suoi assistenti (AR)

Durante il gioco, gli assistenti arbitrali si dispongono uno per linea laterale, e si occupano di una metà campo a testa (per consuetudine, non essendo scritto nel regolamento ufficiale, si posiziona nella metà a destra avendo la fronte al terreno di gioco). In ogni caso l'assistente segnala anche l'uscita del pallone dalla linea laterale su cui si trova: nella metà campo in cui è posizionato, segnala anche la squadra che deve eseguire la rimessa laterale; mentre nell'altra metà campo alza la bandierina solo in posizione verticale (in questo caso è l'arbitro che assegna la rimessa laterale). In casi eccezionali (per esempio nella rara ipotesi di una violenza consumata e non vista dagli altri ufficiali di gara), può comunque eseguire segnalazioni per fatti avvenuti nell'altra metà campo non di sua competenza. Malgrado le squadre invertano direzione di gioco nel secondo tempo, gli assistenti rimangono dallo stesso lato, così che abbiano modo di distribuire equamente le segnalazioni che riguardano entrambi gli attacchi delle due squadre.
Vengono identificati con il nome assistente numero uno e numero due.
L'assistente numero uno opera dal lato delle panchine ed è di solito il più esperto e anziano dei due, in quanto la collocazione è a una distanza molto ravvicinata rispetto alle panchine e alle aree tecniche in cui sono situati le riserve e i dirigenti sportivi delle squadre (nonché spesso delle tribune degli spettatori).
Viene coinvolto in tutte le sostituzioni quando non è presente il quarto ufficiale o, se è presente il componente supplementare alla terna, nei casi di sostituzioni multiple.
Sebbene non sia usuale, è consentito agli assistenti di entrare nel terreno di gioco, principalmente per controllare le reti all'inizio di ogni tempo di gara, per aiutare a far rispettare le distanze per i calci d'angolo, le rimesse laterali e i calci di punizione, quando eseguiti vicino alle linee laterali, nonché in occasione dei calci di rigore e dei tiri di rigore.
Non è assolutamente consentito ai giocatori rivolgersi agli assistenti.
Nei campionati Italiani, la Terna è presente in pianta stabile a partire dal campionato di Promozione, nelle fasi finali (Play Out e Off) di Prima, Seconda e Terza Categoria, e nei campionati Giovanili di livello nazionale.

### Assistenti di parte
In Italia, nelle categorie giovanili, amatoriali, provinciali e regionali fino alla Prima Categoria compresa, a causa del basso numero di assistenti a disposizione dei vari Organi Tecnici dell'AIA, non potendo quindi designare una Terna "Ufficiale", verrà designato il solo Arbitro, e viene richiesto alle società che partecipano alla gara di incaricare uno dei loro tesserati di fungere da assistente definito di "parte".
La terna arbitrale tradizionale come già detto sopra, opera in genere solamente a partire dal campionato di Promozione, per mere questioni di bilancio, ma anche a causa dei numeri limitati di arbitri a disposizione degli organi tecnici periferici.
La presenza degli assistenti designati o degli assistenti di parte è obbligatoria, altrimenti la partita non potrà essere iniziata o proseguita.
Nel caso la gara venga disputata con l'assenza di uno o entrambi gli assistenti di parte il giudice sportivo non convaliderà il risultato e stabilirà la ripetizione della stessa. L'incarico di assistente di parte, viene ricoperto da un membro dello staff della società, un dirigente o anche da un giocatore, che però se ricopre tale incarico, non potrà in seguito entrare in campo e giocare, tranne che nel Settore Giovanile e Scolastico.
Il nominativo dell'assistente di parte (e il suo incarico in quella società) deve essere riportato sulla distinta di quella squadra e deve essere trascritto nel referto arbitrale.
Al contrario, un giocatore sostituito può svolgere le mansioni di assistente di parte, dopo aver partecipato all'inizio della gara.
L'unico compito di questi assistenti è quello di segnalare quando il pallone fuoriesce interamente dalle linee perimetrali, senza però indicare la direzione, compito che spetta all'Arbitro; agli assistenti di parte non compete neppure la segnalazione delle infrazioni di fuorigiuoco, la quale compete esclusivamente al direttore di gara in assenza di assistenti ufficiali designati.

## Tipi di segnalazioni
Ogni assistente ha in dotazione una bandierina con un manico di 75 cm e un drappo quadrato della dimensione di 45 × 45 cm di colore a tinta unita gialla oppure rosso vivo, oppure entrambi con quattro quadrati alternati o a scacchi obliqui (cosiddetto stile "Premier rotating flag"). L'impugnatura anti-scivolo è generalmente in spugna sintetica o sughero.

### Rimessa laterale
L'assistente segnala l'uscita del pallone dalla propria linea laterale, alzando la bandierina in posizione verticale per segnalare che il pallone non è più in gioco. Successivamente, e solo nella metà campo destra di competenza, deve segnalare (con il braccio che regge la bandierina teso e parallelo al terreno oppure a 45 gradi) anche la cosiddetta "direzione", cioè la squadra che deve compiere la rimessa: in caso di assegnazione alla squadra attaccante, si usa il braccio destro teso verso il fondo campo; in caso della squadra difendente, si usa il braccio sinistro nella direzione opposta cioè verso la linea mediana. In caso di dubbio, l'assistente alza la bandierina mantenendola brevemente in posizione verticale cercando il contatto visivo con l'arbitro, il quale stabilisce la direzione.
Da un mero punto di vista stilistico e della gestualità, la segnalazione viene eseguita sempre con una sola mano, cercando di evitare il passaggio della bandierina in posizione verticale dalla mano destra a quella sinistra o viceversa (in gergo arbitrale chiamato "orologio", in quanto, per compiere tale passaggio di mano, le braccia si muovono istintivamente come le lancette).

### Calcio d'angolo
Quando un calciatore difendente tocca per ultimo il pallone, che finisce oltre la linea di fondo di competenza, l'assistente deve innanzitutto alzare con la mano destra la bandierina in posizione verticale per segnalare che il pallone non è più in gioco e correre verso la bandierina d'angolo. Se il pallone è uscito nella metà di campo più vicina (alla sinistra della porta) l'assistente indica anche l'angolo. Se invece il pallone è uscito alla destra della porta, l'assistente rimane con la bandierina alzata verticale e attende l'indicazione dell'arbitro (braccio alzato in direzione dell'angolo opposto).
Sistemato il pallone nell'arco d'angolo, generalmente l'assistente compie un breve cenno all'arbitro per confermare che tutto è regolare per poter riprendere il gioco.

### Calcio di rinvio
Quando invece a toccare il pallone per ultimo è il calciatore attaccante, l'assistente, dopo aver alzato con la mano destra la bandierina in posizione verticale per segnalare che il pallone non è più in gioco, corre verso il fondo campo. Se il pallone è uscito nella metà di campo più vicina (alla sinistra della porta), l'assistente posiziona la bandierina in posizione orizzontale al terreno verso il centro del terreno. Se invece il pallone è uscito alla destra della porta, l'assistente rimane con la bandierina alzata verticale e attende l'indicazione dell'arbitro (braccio abbassato in direzione della porta).

### Fuorigioco
In occasione del cosiddetto "fuorigioco"", l'assistente interrompe subito la corsa e alza la bandierina in posizione verticale con la mano destra per segnalare che l'azione di gioco deve essere interrotta dall'arbitro. Subito dopo il fischio dell'arbitro, l'assistente indica la zona in cui è avvenuta l'infrazione: fronte al terreno, posiziona la bandierina alta a 45 gradi se è nella zona lontana opposta, a 90 gradi se nella zona centrale, a 45 gradi in basso se il fuorigioco era vicino.

### Sostituzioni

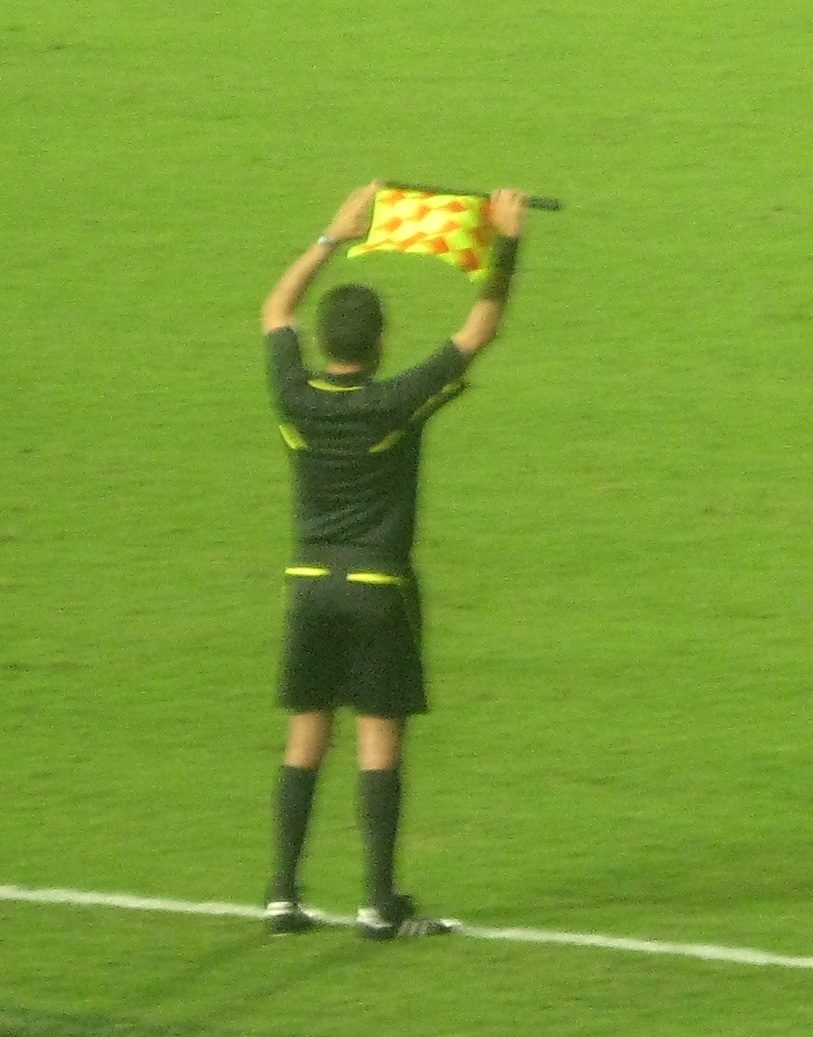
Segnalazione per sostituzione

Dopo che il "quarto uomo" (o lo staff della società nei campionati minori) ha comunicato l'intenzione di effettuare una sostituzione fra giocatori, l'assistente provvede (alla prima occasione utile, a gioco fermo) a segnalarlo all'arbitro portando sopra la testa la bandierina impugnata orizzontalmente "a manubrio" con entrambe le mani oppure con la sinistra che tende il drappo preso dall'angolo sinistro.

### Falli
Generalmente l'assistente non deve segnalare i falli di gioco che siano nella visuale dell'arbitro (con cui deve mantenere sempre il contatto visivo), tendenzialmente per non "scavalcare" l'autorità del direttore di gara, facendolo perdere in credibilità. Viceversa, in caso di falli evidenti e particolarmente violenti avvenuti nelle sue immediate vicinanze (massimo 1-2 metri), l'assistente può procedere alla segnalazione anche per rafforzare la decisione dell'arbitro, che nei casi gravi adotta anche i provvedimenti disciplinari dell'ammonizione o dell'espulsione. In ogni caso, l'assistente è tenuto a segnalare tutti i falli eventualmente non visti dall'arbitro, salva la concessione del vantaggio e generalmente sempre che gli stessi siano particolarmente evidenti. Tipicamente, l'assistente segnala con la bandierina alta quando il pallone viene toccato dal portiere con le mani fuori dalla propria area di rigore.
Il fallo viene segnalato alzando in posizione verticale la bandierina che viene scossa e agitata rapidamente (come se fosse un sonaglio), aspettando il contatto visivo con l'arbitro. Successivamente al fischio di interruzione, la bandierina viene inclinata alta a 45 gradi per indicare la direzione, mentre, se è strettamente necessario, con la mano libera viene indicato o mimato il motivo della segnalazione e il punto in cui è avvenuto il fallo, cercando di limitare il più possibile la gesticolazione.

### Calcio di rigore
Tenuto conto della particolare zona in cui si svolge l'azione, in genere l'assistente non segnala con bandiera alta i falli all'interno dell'area di rigore, a meno che non siano evidentissimi e allo stesso tempo non siano stati visti dall'arbitro. Tali situazioni comportano un'evidente e immediata perdita di credibilità del direttore di gara nei confronti del pubblico; per tale motivo in caso di dubbio dell'arbitro, viene attivato un contatto visivo e (per consuetudine) l'assistente fa qualche passo verso la linea di porta con la bandierina bassa nella mano destra; nel caso sia già all'altezza della linea di porta, fa qualche passo dentro al campo verso l'area di rigore. Rimanendo fermo, invece, indica che per lui non è calcio di rigore.

### Segnatura di una rete
In caso di azione regolare, l'assistente rimane fermo fronte al terreno e segnala la rete indicando il centro del campo con la bandierina nella mano destra all'altezza dell'addome. Successivamente al fischio dell'arbitro che convalida la rete, l'assistente compie una breve corsa (10-15 metri) verso la linea mediana.

## Altri ufficiali di gara

### Quarto ufficiale
Nelle gare FIGC della Lega Professionisti (Serie A, Serie B, Coppa Italia, Serie C), così come in tutte le competizioni che si svolgono sotto l'egida della UEFA e della FIFA, viene designato un ulteriore ufficiale di gara, il quarto ufficiale (chiamato comunemente dalla stampa del settore quarto uomo).

### Assistente di riserva
Introdotto per la prima volta nella finale del campionato del mondo del 2006 (Italia-Francia), in alcuni casi di assoluta necessità, la lega competente può designare anche un assistente di riserva (noto anche come quinto uomo o quinto ufficiale di gara).
Il nome di "Assistente di riserva", è in virtù del fatto che il quinto uomo, in caso di necessità può sostituire solo un assistente e non l'arbitro.
I compiti del quinto uomo sono:
- sostituire un assistente arbitrale in caso di assenza e/o infortunio prima o durante la gara;
- aiutare il quarto uomo a controllare che gli occupanti dell'area tecnica tengano un comportamento corretto;
- coadiuvare l'arbitro nel dirigere la gara (segnalando falli, ecc.);
- sostituire il quarto uomo in caso di infortunio, malessere e/o assenza, prima e/o durante la gara.

Durante i mondiali 2006, l'assistente di riserva aveva preso posto tra una panchina e la bandiera d'angolo, con la possibilità di invertire la posizione.
Nelle altre manifestazioni, il quinto uomo prende posto tra le due panchine, insieme al quarto uomo.
A differenza di quanto stabilito dalla precedente versione del regolamento, a partire dal 1º luglio 2023 (data d'inizio della stagione 2023/24), con l'emissione della Circolare n.1 da parte dell'Associazione Italiana Arbitri, l'assistente di riserva può segnalare al direttore di gara (gesticolando o tramite l'auricolare, qualora ne sia dotato) l'avvenimento di eventuali infrazioni e la relativa ripresa di gioco, nel caso in cui la sua visuale in tale circostanza fosse migliore e quindi più affidabile di quella dell'arbitro, degli assistenti e del quarto ufficiale.
Pertanto, l'assistente di riserva non deve mai abbandonare la sua postazione; in casi estremi (come le "mass confrontation", cioè le risse) può aiutare il quarto uomo a mantenere l'ordine.

### V.A.R. e A.V.A.R.
La stagione 2017-18 della Serie A vede la nascita di due nuovi ufficiali di gara, detti V.A.R. (Video Assistant Referee) e A.V.A.R. (Assistant Video Assistant Referee), incaricati di riferire all'arbitro e di rivedere il filmato dell'azione, quando si verifica una delle quattro situazioni dubbie che cambiano una partita: assegnazione di una rete, assegnazione di un calcio di rigore, espulsione diretta, scambio di persona. La decisione definitiva spetta unicamente all'arbitro.

## Ufficiali di Gara Dismessi

### Assistenti addizionali d'area di rigore
Introdotti in maniera sperimentale dalla UEFA, su idea dell'allora presidente Michel Platini, per la prima volta durante la fase a gironi della UEFA Europa League 2009-2010, dopo alcune sperimentazioni compiute negli anni precedenti nelle competizioni giovanili, gli assistenti addizionali d'area (comunemente chiamati dalla stampa del settore; arbitri di porta, assistenti aggiunti o giudici di porta), sono due Ufficiali di gara supplementari, che andandosi ad aggiungere agli ufficiali di gara già previsti, durante la gara per la quale sono stati designati, si collocano nel campo per destinazione nei pressi dell'intersezione tra area di porta e area di rigore.
Gli Assistenti addizionali hanno i seguenti compiti segnalando all'arbitro se:
- all'interno dell'area di rigore, viene commessa una infrazione alle regole del gioco punibile con un calcio di rigore;
- la segnatura regolare di una rete (in caso dei cosiddetti "gol fantasma");
- durante un calcio di rigore, il portiere commette qualche infrazione;
- vigilare in maniera preventiva, su tutto quello che succede in area di rigore;
- altri fatti attinenti al gioco e non visti dall'arbitro.

Come già detti i due ufficiali supplementari sono stati introdotti con regolarità nella stagione sportiva 2009/2010, in maniera del tutto sperimentale, su idea dell'allora presidente UEFA Michel Platini, per far fronte alle numerose polemiche riguardanti i gol fantasma e le concessioni dei calci di rigore, in risposta alla tecnologia.
Dalla stagione sportiva successiva essi vengono introdotti anche nella UEFA Champions League e nella Supercoppa UEFA.
Al termine del biennio sperimentale, nel luglio 2012 a seguito di una riunione in cui vengono discusse anche altre tematiche, come ad esempio il gol fantasma, l'IFAB approva ufficialmente la presenza degli arbitri addizionali, che dunque possono facoltativamente (non vi è l'obbligo) fare la loro apparizione anche nelle competizioni nazionali (campionati e coppe) di tutte le federazioni affiliate alla FIFA. A partire dalla stagione sportiva 2012/2013, gli assistenti addizionali vennero introdotti anche in Serie A, Coppa Italia e Supercoppa italiana, e dalla stagione 2014-2015 vennero utilizzati anche per i playoff e i playout della Serie B.
Nel caso in cui, durante un'azione, il pallone dovesse rimbalzare su di un arbitro addizionale, momentaneamente sul terreno di gioco, il gioco proseguirebbe normalmente senza interruzioni di sorta in quanto l'arbitro addizionale stesso è parte del gioco (Regola 9, "Pallone che tocca una persona diversa da un calciatore all'interno del terreno di gioco").
Gli assistenti addizionali rimasero fino al termine della stagione 2016-2017, quando fu introdotta l'assistenza video. Dalla stagione 2017-2018 viene introdotto in Serie A e in varie competizioni internazionali UEFA e FIFA il sistema VAR, e con esso si vede la nascita di due nuovi ufficiali di gara denominati VAR e AVAR.
L'introduzione della Goal Line Technology (in occasione della gara inaugurale della Coppa del Mondo FIFA 2014 disputatasi in Brasile, in grado di stabilire in modo elettronico e immediato con certezza pressoché assoluta il superamento o meno della linea di porta da parte del pallone) e l'arrivo dell'Assistenza Video hanno di fatto assunto i compiti che spettavano agli Ufficiali Addizionali d'area che, ad oggi, non vengono più designati in alcun campionato di calcio.
Nonostante ciò, la figura dell'assistente addizionale d'area continua ad essere menzionata dal Regolamento del gioco del calcio nella regola 6.